# Kjell Häglund
Kjell Göran Häglund, född 1964, är en svensk publicist och kulturjournalist. Han är editorial director på kommunikationsbyrån Make Your Mark och grundare av TVdags samt krönikör, och har blandat annat skrivit återkommande i Journalisten, Dagens Media, Expressen, Dagens Nyheter, Svenska Dagbladet, Göteborgs-Posten och Magazine Café.  2004–2013 drev han tv- och filmsajten Weird Science, vars redaktion följde med när Häglund startade den redaktionella tv-sajten TVdags.se.
Häglund har varit popredaktör på Aftonbladet 1987–1990 samt därefter redaktör på Vi Föräldrar och Magazine Café. Under 1990-talet var han också med och grundade tidskriften Pop samt inredningsmagasinet Residence, där han var redaktionschef. Han har även medverkat i ett flertal antologier och med artiklar i Publicistklubbens årsbok.
Kjell Häglund drev som låtskrivare och musiker popbandet Biljardakademien under 1980-talet samt grupperna Brill 1997-98 och Star Musical 1998-2001.